# EPrix de Hong Kong de 2016
O ePrix de Hong Kong de 2016 ocorreu como a corrida inaugural da terceira temporada do campeonato de carros elétricos, a Fórmula E. O vencedor da corrida foi o campeão da temporada anterior, Sébastien Buemi, o segundo colocado foi o brasileiro e também vice-campeão da mesma temporada Lucas Di Grassi. Nick Heidfeld, da indiana Mahindra, completou o pódio.

## Treino classificatório
| Pos.   | Piloto                 | Equipe                    | Tempo    |
| ------ | ---------------------- | ------------------------- | -------- |
| 1      | Nelson Piquet Jr.      | NextEV NIO                | 1:03.099 |
| 2      | Oliver Turvey          | NextEV NIO                | 1:03.231 |
| 3      | José María López       | DS Virgin Racing          | 1:03.251 |
| 4      | Sam Bird               | DS Virgin Racing          | 1:03.258 |
| 5      | Sébastien Buemi        | Renault e.dams            | 1:03.317 |
| 6      | Felix Rosenqvist       | Mahindra Racing           | 1:03.332 |
| 7      | Daniel Abt             | ABT Schaeffler Audi Sport | 1:03.615 |
| 8      | Loïc Duval             | Dragon Racing             | 1:03.637 |
| 9      | Jean-Éric Vergne       | Techeetah                 | 1:03.750 |
| 10     | Nicolas Prost          | Renault e.dams            | 1:03.759 |
| 11     | Nick Heidfeld          | Mahindra Racing           | 1:03.848 |
| 12     | Maro Engel             | Venturi                   | 1:03.915 |
| 13     | António Félix da Costa | MS Amlin Andretti         | 1:04.057 |
| 14     | Adam Carroll           | Jaguar Racing             | 1:04.428 |
| 15     | Stéphane Sarrazin      | Venturi                   | 1:04.520 |
| 16     | Mitch Evans            | Jaguar Racing             | 1:04.588 |
| 17     | Ma Qing Hua            | Techeetah                 | 1:04.740 |
| 18     | Jérôme d'Ambrosio      | Dragon Racing             | 1:05.166 |
| 19     | Lucas Di Grassi        | ABT Schaeffler Audi Sport | 1:08.094 |
| 20     | Robin Frijns           | MS Amlin Andretti         | 1:10.407 |
| Fonte: |                        |                           |          |

## Corrida
| Pos.   | Piloto                 | Equipe                    | Voltas | Tempo      | Grid | Ptos. |
| ------ | ---------------------- | ------------------------- | ------ | ---------- | ---- | ----- |
| 1      | Sébastien Buemi        | Renault e.dams            | 45     | 45 voltas  | 5    | 25    |
| 2      | Lucas Di Grassi        | ABT Schaeffler Audi Sport | 45     | +2.477     | 19   | 18    |
| 3      | Nick Heidfeld          | Mahindra Racing           | 45     | +5.522     | 11   | 15    |
| 4      | Nicolas Prost          | Renault e.dams            | 45     | +7.360     | 10   | 12    |
| 5      | António Félix da Costa | MS Amlin Andretti         | 45     | +17.987    | 13   | 10    |
| 6      | Robin Frijns           | MS Amlin Andretti         | 45     | +21.161    | 20   | 8     |
| 7      | Jérôme d'Ambrosio      | Dragon Racing             | 45     | +28.443    | 18   | 6     |
| 8      | Oliver Turvey          | NextEV NIO                | 45     | +30.355    | 2    | 4     |
| 9      | Maro Engel             | Venturi                   | 45     | +30.898    | 12   | 2     |
| 10     | Stéphane Sarrazin      | Venturi                   | 45     | +31.734    | 15   | 1     |
| 11     | Nelson Piquet Jr.      | NextEV NIO                | 45     | +35.256    | 1    | 31    |
| 12     | Adam Carroll           | Jaguar Racing             | 45     | +43.839    | 14   |       |
| 13     | Sam Bird               | DS Virgin Racing          | 45     | +48.058    | 4    |       |
| 14     | Loïc Duval             | Dragon Racing             | 43     | +2 voltas  | 8    |       |
| 15     | Felix Rosenqvist       | Mahindra Racing           | 43     | +2 voltas  | 6    | 12    |
| Ret    | Daniel Abt             | ABT Schaeffler Audi Sport | 34     | +11 voltas | 7    |       |
| Ret    | Jean-Éric Vergne       | Techeetah                 | 31     | +14 voltas | 9    |       |
| Ret    | Mitch Evans            | Jaguar Racing             | 24     | +21 voltas | 16   |       |
| Ret    | José María López       | DS Virgin Racing          | 15     | +30 voltas | 3    |       |
| Ret    | Ma Qing Hua            | Techeetah                 | 1      | +44 voltas | 17   |       |
| Fonte: |                        |                           |        |            |      |       |

- Ret = Não completou a prova
- ↑1 Ganhou três pontos pois fez a Pole Position
- ↑2 Ganhou um ponto pois fez a volta mais rápida da corrida

## Classificação do campeonato após a corrida[3]
Apenas as cinco primeiras posições estão representadas.
| Pos | Piloto                 | Pontos | Var |
| --- | ---------------------- | ------ | --- |
| 1   | Sébastien Buemi        | 25     | 0   |
| 2   | Lucas di Grassi        | 18     | 0   |
| 3   | Nick Heidfeld          | 15     | 0   |
| 4   | Nicolas Prost          | 12     | 0   |
| 5   | António Félix da Costa | 10     | 0   |

| Pos | Construtor                | Pontos | Var |
| --- | ------------------------- | ------ | --- |
| 1   | Renault e.dams            | 37     | 0   |
| 2   | ABT Schaeffler Audi Sport | 18     | 0   |
| 3   | MS Amlin Andretti         | 18     | 0   |
| 4   | Mahindra Racing           | 16     | 0   |
| 5   | NextEV NIO                | 7      | 0   |